# 咽喉痈
咽喉痈是指发生于咽喉间及其邻近部位的痈疮的总称，又称猛疽、咽喉生疮，也即是咽喉及颈深部的脓肿。
由于发病部位不同，因而名称各异。生于喉关的叫喉关肩，或骑关痈，相当于西医的扁桃体周围脓肿；生于喉底的叫里喉痈，相当于西医的咽后壁脓肿；生于颔下的叫颔下痈，相当于西医的咽旁脓肿；生于会厌者，称下喉痈，又称会厌痈，相当于会厌脓肿。临床上，以喉关痈为多见。本病发展迅速，每致咽喉肿塞，影响呼吸，是耳鼻喉科临床中较为常见而严重的疾病。